# Daniel Bridgwater
Daniel Bridgwater (* 26. August 1995 in Tauranga) ist ein neuseeländischer Bahnradsportler, der auf Ausdauerdisziplinen spezialisiert ist.

## Sportlicher Werdegang
Bridgwater betrieb bis 2020 Rudersport und nahm für Neuseeland am Australischen Olympischen Jugendfestival 2013 teil. Erst dann wechselte er zum Radsport. 2022 gewann er als Teil des Teams der Regionen Waikato und Bay of Plenty die neuseeländischen Meisterschaften in der Mannschaftsverfolgung. Danach wurde er zunehmend in der Nationalmannschaft bei Ozeanien-Meisterschaften und im Nations Cup eingesetzt, insbesondere in der Mannschaftsverfolgung, wo er mehrere Medaillen gewann. Einen Einzeltitel gewann er bei den Ozeanien-Meisterschaften 2023 im Ausscheidungsfahren.
Im Straßenradsport gehört Bridgwater dem Coupland's Bakeries/Booth's Group Team an, einem neuseeländischen Vereinsteam, mit dem er hauptsächlich Rennen in Neuseeland bestritt. Erfolge in Rennen des UCI-Kalenders hatte er bislang nicht.

## Erfolge
2022
 Neuseeländischer Meister – Mannschaftsverfolgung (mit Zakk Patterson, Kiaan Watts und Oliver Watson-Palmer)
 Ozeanien-Meisterschaften – Mannschaftsverfolgung (mit Nick Kergozou, Thomas Sexton, Keegan Hornblow und George Jackson)
2023
 Ozeanien-Meister – Ausscheidungsfahren
 Ozeanien-Meisterschaften – Mannschaftsverfolgung (mit Nick Kergozou, Keegan Hornblow, George Jackson und Kyle Aitken)
 Ozeanien-Meisterschaften – Madison (mit Keegan Hornblow)
2024
 Ozeanien-Meister – Mannschaftsverfolgung (mit Keegan Hornblow, George Jackson und Thomas Sexton)